# سیارک ۱۴۰۶۹
سیارک ۱۴۰۶۹ (به انگلیسی: 14069 Krasheninnikov، نامگذاری:1996HP18) چهارده هزار و شصت و نهمین سیارک کشف شده‌است که در ۱۸ آوریل ۱۹۹۶ کشف شد.
قدر مطلق سیارک برابر ۳۵.۴ است.